# Stenodynerus percampanulatus
Stenodynerus percampanulatus är en stekelart som först beskrevs av Henry Lorenz Viereck 1906.  Stenodynerus percampanulatus ingår i släktet smalgetingar, och familjen Eumenidae. Inga underarter finns listade i Catalogue of Life.